# جیل استاین
جیل الن استاین (متولد مه ۱۴, ۱۹۵۰؛ به انگلیسی: Jill Ellen Stein) پزشک و کنشگر آمریکایی است. او نامزد حزب سبز ایالات متحده آمریکا برای رئیس‌جمهور ایالات متحده آمریکا در انتخابات سال ۲۰۲۴ است، و پیشتر نامزد این حزب در انتخابات‌های ۲۰۱۲ و ۲۰۱۶ بوده است. او در سال‌های ۲۰۰۲ و ۲۰۱۰ نامزد حزب سبز-رنگین‌کمان برای فرمانداری ماساچوست بوده است. استاین یکی از زنان متعددی است که برای ریاست جمهوری ایالات متحده نامزد شده‌اند و یکی از معدود زنانی است که موفق شده پس از هیلاری کلینتون و جو جورگنسن بیش از یک میلیون رای در انتخابات سراسری به دست بیاورد.  
او در زمان کار به عنوان پزشک برای بهبود آلودگی هوا و استانداردهای نیروگاه زغال سنگ سوز مبارزه کرد. او در نخستین کمپین سیاسی خود در سال ۲۰۰۲ به عنوان نامزد حزب سبز-رنگین کمان نامزد شد و به میت رامنی باخت. او در سال ۲۰۱۰ برای همان منصب نامزد شد و این بار به دول پاتریک فرماندار وقت دموکرات ماساچوست باخت.
استاین نخستین بار در سال ۲۰۱۲ برای رئیس‌جمهور ایالات متحده آمریکا نامزد شد و شری هونکالا را به عنوان جفت انتخاباتی خود برگزید. آنها به باراک اوباما رئیس‌جمهور و جو بایدن معاون رئیس‌جمهور دموکرات وقت باختند. او برای دومین بار در سال ۲۰۱۶ برای ریاست جمهوری نامزد شد و با جفت انتخاباتی آجامو باراکا در برابر نامزد دموکرات هیلاری کلینتون و نامزد جمهوریخواه دونالد ترامپ قرار گرفت، که دومی انتخابات را برنده شد.
او برای سومین بار در حال رقابت در انتخابات ریاست‌جمهوری ۲۰۲۴ ایالات متحده آمریکا است و رئیس‌جمهور سابق دونالد ترامپ و نامزد دموکرات معاون رئیس‌جمهور کامالا هریس رقبای او هستند. او با تأکید بر موضع ضد جنگ، مراقبت سلامتی همگانی، تحصیلات دولتی رایگانت، اکوسوسیالیسم، نیودیل سبز واقعی و حقوق کار قوی در حال مبارزه انتخاباتی است. بوچ ور جفت انتخاباتی او برای معاونت ریاست جمهوری است.

## اوایل زندگی
استاین در شیکاگو، ایلینوی، متولد و در نزدیکی آن در هایلند پارک، ایلینوی بزرگ شد. استاین در یک خانوار یهودی اصلاح‌گرا بزرگ شد و به جماعت اسرائیل کرانه شمالی شیکاگو می‌رفت.
در سال ۱۹۷۳, استاین با افتخار مگنا کوم لود از کالج هاروارد فارغ‌التحصیل شد، و در روان‌شناسی، جامعه‌شناسی و انسان‌شناسی تحصیل کرد. او سپس وارد مدرسه پزشکی هاروارد شد و در ۱۹۷۹ تحصیل کرد. او به مدت ۲۵ سال در منطقه بوستون به طبابت اشتغال داشت. او همچنین به عنوان مدرس پزشکی داخلی در مدرسه پزشکی هاروارد فعالیت کرده است.

## فعالیت‌های انتخاباتی

### فرمانداری، ۲۰۰۲

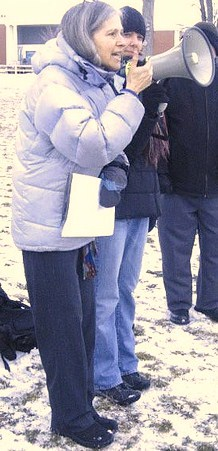
استین در یک اعتراض ضد زغال‌سنگ

استاین نامزد حزب سبز-رنگین‌کمان در انتخابات فرمانداری ماساچوست در سال ۲۰۰۲ بود که در این انتخابات او با ۷۶٬۵۳۰ رأی که حدود ۳٫۵ درصد از آرا بود از بین پنج نامزد در جایگاه سوم قرار گرفت.

### مجلس نمایندگان ایالت ماساچوست، ۲۰۰۴
پس از رسیدن به رتبهٔ سوم در انتخابات فرمانداری ماساچوست در سال ۲۰۰۲، استاین در سال ۲۰۰۴ برای نمایندگی مجلس نمایندگان ایالتی از منطقهٔ لکسینگتون، ماساچوست اقدام کرد. در این انتخابات، او با کسب ۳٬۹۱۱ رأی که برابر با ۲۱٫۳ درصد از آرای مأخوذه در سه دور رأی‌گیری بود، نتیجه را به نمایندهٔ کنونی این منطقه، توماس استنلی، واگذار کرد که ۵۹٫۶ درصد از آرا را کسب کرده بود.

### دبیر مشترک‌المنافع ماساچوست، ۲۰۰۶
استاین در ۴ مارس ۲۰۰۶ برای سمت دبیر مشترک‌المنافع ماساچوست و از طرف حزب سبز-رنگین‌کمان نامزد شد و در رقابت با بیل گالوین نامزد حزب دموکرات ایالات متحده آمریکا، با کسب ۳۵۳٬۵۵۱ رأی که ۱۸ درصد آرای مأخوذه بود، نتیجه را واگذار کرد. رسیدن به ۱۸ درصد از نتیجهٔ آرای مأخوذه تا آن زمان بهترین نتیجهٔ انتخاباتی برای یک نامزد حزب سبز آمریکا در انتخابات دبیری مشترک‌المنافع در تمام ایالات بود. 

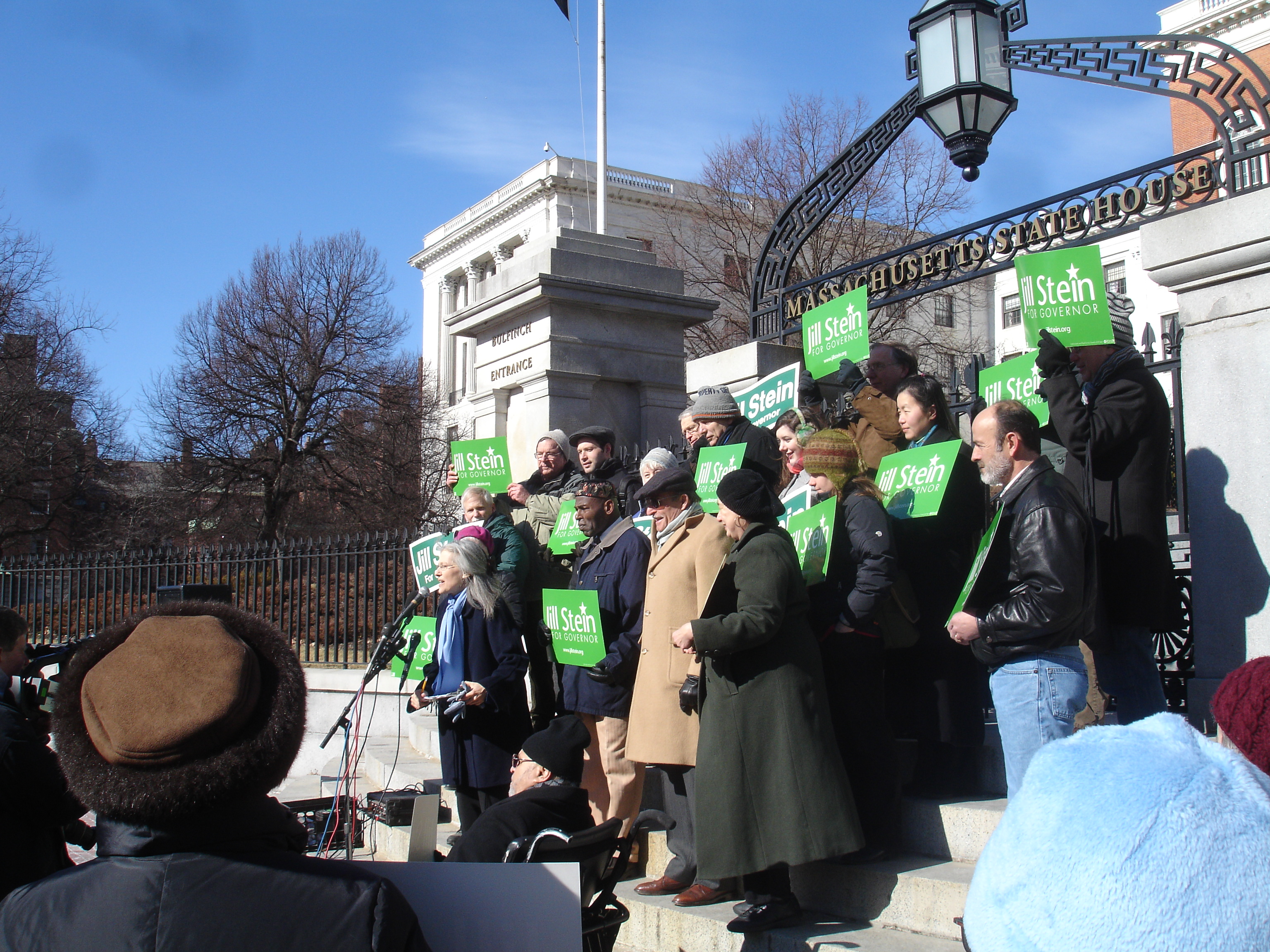
جیل استاین در فوریهٔ ۲۰۱۰ نامزدی خود برای فرمانداری را اعلام می‌کند

### نماینده شهر لکسینگتون در نشست شهر، ۲۰۰۵ و ۲۰۰۸
استاین در مارس ۲۰۰۵ در انتخابات محلی لکسینگتون، ماساچوست به عنوان نمایندهٔ شهر از حوزهٔ ۲ در نشست شهر برگزیده شد. او از میان شانزده نامزد که برای دست‌یابی به هفت کرسی با یکدیگر رقابت می‌کردند با کسب ۵۳۹ رأی که برابر با ۲۰٫۶ درصد آرای مأخوذه بود به رتبهٔ اول رسید. او همچنین در سال ۲۰۰۸ با کسب رتبهٔ دوم از سیزده نامزد برای کسب هشت کرسی دوباره به این سمت انتخاب گردید.

### انتخابات فرمانداری، ۲۰۱۰
در ۸ فوریهٔ ۲۰۱۰ استاین اعلام کرد که در انتخابات فرمانداری ایالت ماساچوست در سال ۲۰۱۰ وارد رقابت شده است. او در این انتخابات به رقابت با معاون فرماندار، «ریچارد پی. پارسل» پرداخت که یک کارمند جراحی و ارزیاب ارگونومی از هولیوک بود. در مه این سال استاین دفتر انتخاباتی‌اش را در بوستون در دورچستر، ماساچوست باز کرد. استاین در این انتخابات در ۲ نوامبر ۲۰۱۰ با کسب ۳۲٬۸۱۶ رأی از مجموع ۲٬۲۸۷٬۴۰۷ رأی مأخوذه به کار خود پایان داد.

### انتخابات ریاست جمهوری، ۲۰۱۲
در اوت ۲۰۱۱ استاین اعلام کرد که برای رسیدن به ریاست جمهوری ایالات متحدهٔ آمریکا در انتخابات انتخابات ریاست‌جمهوری ایالات متحده آمریکا (۲۰۱۲) از طرف حزب سبز آمریکا وارد رقابت می‌شود. او در یک پرسش‌نامهٔ منتشرشده نوشت که تعدادی از فعالان سبز از او برای شرکت در انتخابات دعوت کرده‌اند و او احساس کرده است که پس از بحران سقف بدهی ایالات متحده آمریکا که او آن را «حملهٔ حیرت‌انگیز رئیس‌جمهور به تأمین اجتماعی، مدیکر و خدمات درمانی — خیانتی به منافع عمومی» نامیده، احتمال موفقیت وجود دارد. در این نظرسنجی او اعلام کرد که نامزدی خود را در پایان سپتامبر ۲۰۱۱ اعلام خواهد کرد. او بعداً اعلام کرد که نامزدی خود را در ۲۴ اکتبر ۲۰۱۱ اعلام می‌کند.
در ۲۴ اکتبر ۲۰۱۱ استاین در یک کنفرانس خبری در ماساچوست اعلام شروع به تبلیغات انتخاباتی کرد و گفت «همه‌مان فهمیم که ما، مردم عادی، مجبوریم تاوان بدهیم چون احزاب سیاسی که در خدمت یک درصد بالای جامعه هستند قرار نیست مشکلاتی را حل کنند که باقی جامعه با آن مواجه‌اند. ما به افرادی در واشینگتن، دی. سی. نیاز داریم که حاضر نیستند توسط لابی‌گرها خریداری شوند و کسانی که برای تغییر فقط شعار نمی‌دهند.»
در دسامبر ۲۰۱۱ بن منسکی رهبر حزب سبز ایالت ویسکانسین به عنوان مدیر مبارزات انتخاباتی استاین اعلام گردید.
تصمیم استاین برای ورود به رقابت انتخابات ریاست جمهوری با یک انتخابات ساختگی در دانشگاه ایلینوی غربی مورد تشویق قرار گرفت؛ جایی که او در آن از حمایت‌های خوبی برخوردار است. در این انتخابات ساختگی که شامل بلیط‌های سبز برای استاین/مسپلی، بلیط‌های دموکراتیک اوباما/بایدن، و بلیط‌های جمهوری‌خواهان رامنی/رایان بود، استایل با رسیدن به رأی چشمگیر ۲۷ درصدی در مقابل ۳۳ درصد رأی برای رامنی و ۳۹ درصد برای اوباما به کار خود پایان داد. او که با این موفقیت تشویق شده بود، تصمیم گرفت که برای برنده شدن در انتخابات تلاش کند. استاین در یک مصاحبه گفت:
اگر اجازه دهید نقل‌قولی از آلیس واکر بکنم باید بگویم که «بهترین راه برای این‌که دست مردم را از قدرت کوتاه کنید این است که کاری کنید آن‌ها ندانند که باید با آن شروع کنند.» و این حقیقت دارد، برای جنبش محیط زیست، جنبش دانشجویی، جنبش ضدجنگ، جنبش بهداشت‌ودرمان‌به‌عنوان‌یک‌حق‌انسانی — اگر همهٔ ما کنار هم قرار بگیریم، حتی پتانسیل این را داریم که رویدادی از نوع میدان تحریر ایجاد کنیم و در ماه نوامبر کاخ سفید را به کاخ سبز بدل کنیم.
استاین در ژوئن ۲۰۱۲ پس از دستیابی به دوسوم آرای نمایندگان کالیفرنیا به عنوان نامزد احتمالی حزب سبز آمریکا انتخاب شد. او در یک سخنرانی پس از انتخابات کالیفرنیا گفت «رأی‌دهندگان مجبور نخواهند بود که در انتخابات پیش رو از بین دو خدمتگذار وال‌استریت انتخاب کنند. حالا ما می‌دانیم که در رأی‌گیری نامزد سومی هم خواهد بود که یک قهرمان واقعی برای مردم زحمتکش است.»"
در ۱ ژوئیهٔ ۲۰۱۲ کمپین جیل استاین خبر داد که به اندازهٔ کافی سهم دریافت کرده است که برای بودجهٔ رقابتی اولیهٔ فصلی فدرال را دریافت کند و در انتظار تأیید آن از طرف کمیسیون انتخاباتی فدرال است. اگر بودجه تعلق بگیرد، استاین، پس از رالف نادر که در سال ۲۰۰۰ به عنوان اولین فرد، دومین نامزد ریاست جمهوری حزب سبز آمریکا خواهد بود که تاکنون واجد شرایط بوده است.
در ۱۱ ژوئیهٔ ۲۰۱۲ استاین چری هونکالا، فعال ضدفقر را به عنوان همکار اجرایی خود در رقابت‌های انتخاباتی و نامزد حزب سبز برای معاون رئیس‌جمهور ایالات متحده آمریکا برگزید.
در ۱۴ ژوئیهٔ ۲۰۱۲ استاین به عنوان نامزد رسمی حزب سبز آمریکا در کنوانسیون ملی سبز ۲۰۱۲ در بالتیمور برگزیده شد.
در ۱ اوت ۲۰۱۲ استاین، هونکالا و سه نفر دیگر در یک تحصن مقابل بانکی در فیلادلفیا در اعتراض به سلب حق مالکیت مسکن از طرف چند تن از ساکنان شهر که در تلاش برای نگه‌داشتن خانه‌های خود بودند دستگیر شد. استاین تمایلش را برای دستگیر شدن چنین توضیح داد:
خانه‌سازان و سرمایه‌داران با ایجاد حباب مسکن و تحمیل تقسیط بدهی مالکان تریلیون‌ها دلار پول به جیب زدند و وقتی مالکان دیگر نمی‌توانند آنچه را که آن‌ها خواسته‌اند را بازپرداخت کنند، می‌روند سراغ حکومت و تریلیون‌ها دلار از دولت کمک مالی دریافت می‌کنند. همهٔ تلاش دولت اوباما صرف این شده است که این سیستم را سرپا نگه‌دارد و هزینهٔ آن را مالیات‌دهندگان پرداخت کنند. حالا وقت آن است که این بازی خاتمه یابد. حالا وقت آن است که قوانین طوری نوشته شوند که از قربانیان محافظت کنند نه مجرمان.

### انتخابات ریاست جمهوری، ۲۰۱۶
استاین در سال ۲۰۱۶ مجدداً نامزدی حزب سبز برای ریاست جمهوری آمریکا را به دست آورد.

### مواضع
جیل استاین، بر پایهٔ خط مشی نیو دیل فرانکلین دلانو روزولت در مواجهه با رکود بزرگ، طرفدار نیو دیل سبز است که بر اساس آن، برای مقابله با تغییرات آب و هوایی و مسائل زیست‌محیطی، شغل‌هایی در راستای استفاده از انرژی‌های تجدیدپذیر با هدف به‌کارگیری «هر آمریکایی مایل و قادر به کار» ایجاد خواهد شد. استناد به تحقیقات دکتر فیلیپ هاروی، استاد حقوق و اقتصاد دانشگاه راتگرز، به عنوان شواهدی از اثرات اقتصادی موفقیت‌آمیز پروژه‌های نیو دیل دههٔ ۱۹۳۰ به حساب می‌رود. از طرح‌هایی که استاین در نظر دارد می‌توان به کاهش ۳۰ درصدی هزینه‌های نظامی ایالات متحدهٔ آمریکا، بازگرداندن نیروهای نظامی آمریکا به کشور، افزایش مالیات‌ها در زمینه‌هایی از قبیل سود سرمایه، پناهگاه‌های مالیاتی دریایی و املاک و مستغلات چندمیلیون دلاری اشاره کرد. استاین همچنین، برنامه‌هایی در نظر دارد تحت عنوان همگرایی در مقابل چیزی که او بحران‌های زیست‌محیطی فزاینده در آب، خاک، شیلات و جنگل‌ها می‌داند و بر اساس این برنامه‌ها با ایجاد زیرساخت‌های پایدار که بر اساس انرژی‌های تجدیدپذیر پاک عمل می‌کنند، همچنین اصول جوامع سازگار با محیط زیست مانند افزایش خطوط راه‌آهن حمل و نقل عمومی درون‌شهری و بین‌شهری، ایجاد «خیابان‌های کامل» که با داشتن ایمنی کافی موجب تشویق شهروندان به استفاده از دوچرخه و استفاده از سیستم‌های حمل و نقل پیاده شده و باعث توسعهٔ سیستم‌های غذایی منطقه‌محور می‌شود که بر اساس کشاورزی ارگانیک پایدار است.